# Бернхард VI (Липе)
Бернхард VI фон Липе (на немски: Bernhard VI zur Lippe; * ок. 1366/1370; † 19 януари или 31 януари 1415, Детмолд) от династията Дом Липе, е от 1410 до 1415 г. господар на Липе.

## Произход
Той е единственият син на Симон III фон Липе (1340 – 1410) и съпругата му Ерменгард фон Хоя († 1415), дъщеря на граф Йохан II фон Хоя и Хелена фон Саксония-Лауенбург, дъщеря на херцог Ерих I фон Саксония-Лауенбург и Елизабет от Померания. Той има шест сестри.
Бернхард VI фон Липе умира на 19 или 31 януари 1415 г. в Детмолд и е погребан в църквата Св. Мария в Лемго.

## Фамилия
Пътви брак: на 28 юни 1393 г. с Маргарета фон Валдек-Ландау († 1395), дъщеря на граф Хайнрих VI фон Валдек „Железния“ и на Елизабет фон Берг. Бракът е бездетен.
Втори брак: ок. 1403 г. с Елизабет фон Мьорс († 2 февруари 1415), дъщеря на граф Фридрих III фон Мьорс. Те имат четири деца:
- Симон IV фон Липе (* 1404; † 11 август 1429) от 1415 г. господар на Липе, сгоден на 30 юли 1426 г. и женен на 27 септември 1427 г. за принцеса Маргарета фон Брауншвайг-Грубенхаген (* 1411; † 31 октомври 1456)
- Фридрих (* между 11 ноември 1417 и 14 февруари 1425)
- Ото († 30 септември 1433, Браке), духовник
- Ирмгард († 17 юли 1463), омъжена на 8 ноември  1428 г. за господар Вилхелм фон Бюрен и Босигхем († 1461)